# Crotalaria hyssopifolia
Crotalaria hyssopifolia là một loài thực vật có hoa trong họ Đậu. Loài này được Klotzsch miêu tả khoa học đầu tiên.